# Jambur Pulau
Jambur Pulau is een bestuurslaag in het regentschap Serdang Bedagai van de provincie Noord-Sumatra, Indonesië. Jambur Pulau telt 3902 inwoners (volkstelling 2010).